# Подляско войводство (Жечпосполита)
Подляското войводство (на полски: Województwo podlaskie, на латински: Palatinatus Podlachiae) е административно-териториална единица в състава на Великото литовско княжество, Полското кралство и Жечпосполита. Административен център е град Дрохичин.
Войводството е организирано от крал Зигмунт I Стари (1506 – 1548) като част от Великото литовско княжество. Обхваща земи от историко-географската област Подляше. През 1569 година е присъединено към Полското кралство. Административно е поделено на три земи – Дрохичинска, Мелнишка и Белска. В Сейма на Жечпосполита е представено от двама сенатори и шестима депутати.
При третата подялба на Жечпосполита (1795) територията на войводството е анексирана от Кралство Прусия и Хабсбургската държава.